# Wąwozy Pogródki
Wąwozy Pogródki – fragment środkowego biegu potoku Pogródka  w południowo-zachodniej Polsce we Wzgórzach Strzelińskich.

## Położenie
Wąwozy Pogródki położone są w rejonie Pogańskiego Młynu o kilkusetmetrowej długości, między miejscowościami Romanów, Nowolesie i Gębczyce.

## Charakterystyka
Wąwozy zostały wycięte w zboczach zbudowanych z dewońskich kwarcytów i łupków kwarcytowych oraz młodoproterozoicznych granitognejsach. Widoczne są ślady dawnych urządzeń młyńskich. Zbocza porastają lasy mieszane. Bardzo malownicze wąwozy.

## Szlaki turystyczne
Na skrzyżowaniu dróg leśnych na północnym zboczu węzeł szlaków turystycznych o nazwie Skrzyżowanie nad Wąwozem Pogródki:
 droga Szklary-Samborowice (szlak zielony) – Jagielno – Przeworno – Strużyna – Kaszówka – Jegłowa kop. – Gromnik – Skrzyżowanie nad Wąwozem Pogródki – Biały Kościół – Nieszkowice – Żelowice – Ostra Góra – Niemcza – Gilów – Piława Dolna – Góra Parkowa – Bielawa – Kalenica – Nowa Ruda – Tłumaczów – Radków – Pasterka – Karłów – Skalne Grzyby – Batorów – Duszniki-Zdrój – Szczytna – Zamek Leśna – Polanica-Zdrój – Bystrzyca Kłodzka – Igliczna – Międzygórze – Przełęcz Puchacza
 Kuropatnik – Skrzyżowanie pod Dębem – Skrzyżowanie nad Wąwozem Pogródki – Nowoleska Kopa
Przez Wąwozy Pogródki przechodzi szlak 